# Clout együttes
A Clout egy 1977-ben Dél-Afrikában alakult eredetileg öt tagú női rockzenekar. Az együttes legismertebb száma, az első albumukon szereplő "Substitue" (magyarul: Helyettes)

## Tagok
- Cindi Alter - gitár, ének (1977–1981)
- Ingrid "Ingi" Herbst - dob, ének (1977–1981)
- Lee Tomlinson - basszusgitár, fuvola (1977–1978)
- Jenni Garson - gitár, zongora (1977–1981)
- Glenda Hyam: ének, billentyűsök (1977)
- Ron "Bones" Brettell - billentyűsök (1978–1981)
- Sandy Robbie - gitár (1978–1981)
- Gary van Zyl: basszusgitár (1980–1981)

## Albumok
- 1978: Substitute (másként Clout)
- 1979: Six of the Best
- 1980: A Threat and a Promise
- 1981: 1977 to 1981
- 1992: Substitute (holland kiadás)
- 1992: 20 Greatest Hits
- 2007: Since We've Been Gone (válogatásalbum)